# Dębno
Dębno (deutsch Neudamm) ist eine Stadt im Powiat Myśliborski (Kreis Soldin) der polnischen Woiwodschaft Westpommern.

## Geographische Lage

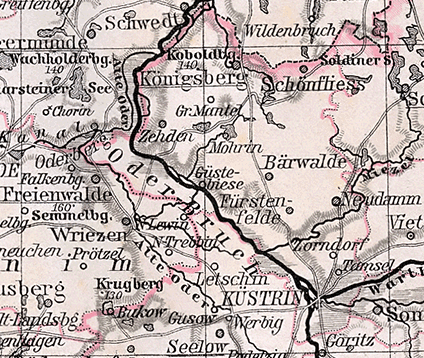
Neudamm an der Miezel nördlich der Stadt Küstrin an der Oder auf einer Landkarte von 1905

Die Stadt liegt in der Neumark, 17 Kilometer nordöstlich von Küstrin (Kostrzyn nad Odrą), an der Mietzel (poln. Myśla), einem Nebenfluss der Oder.

## Geschichte

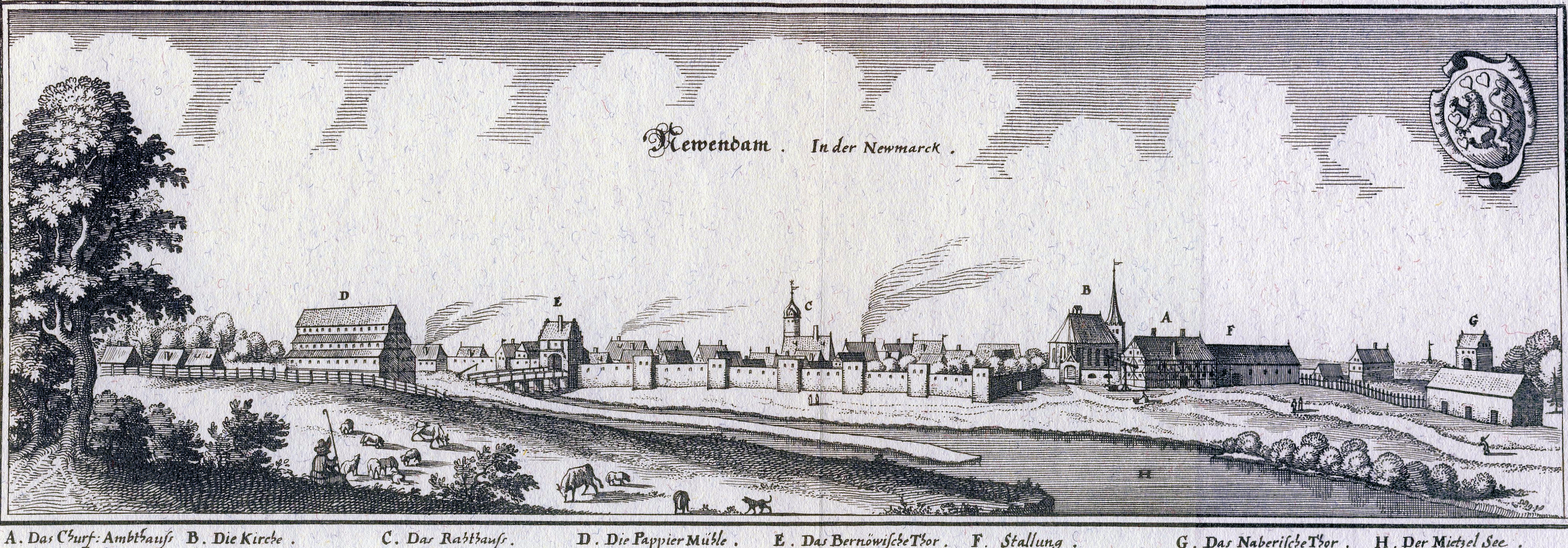
Neudamm um 1650 nach Matthäus Merian

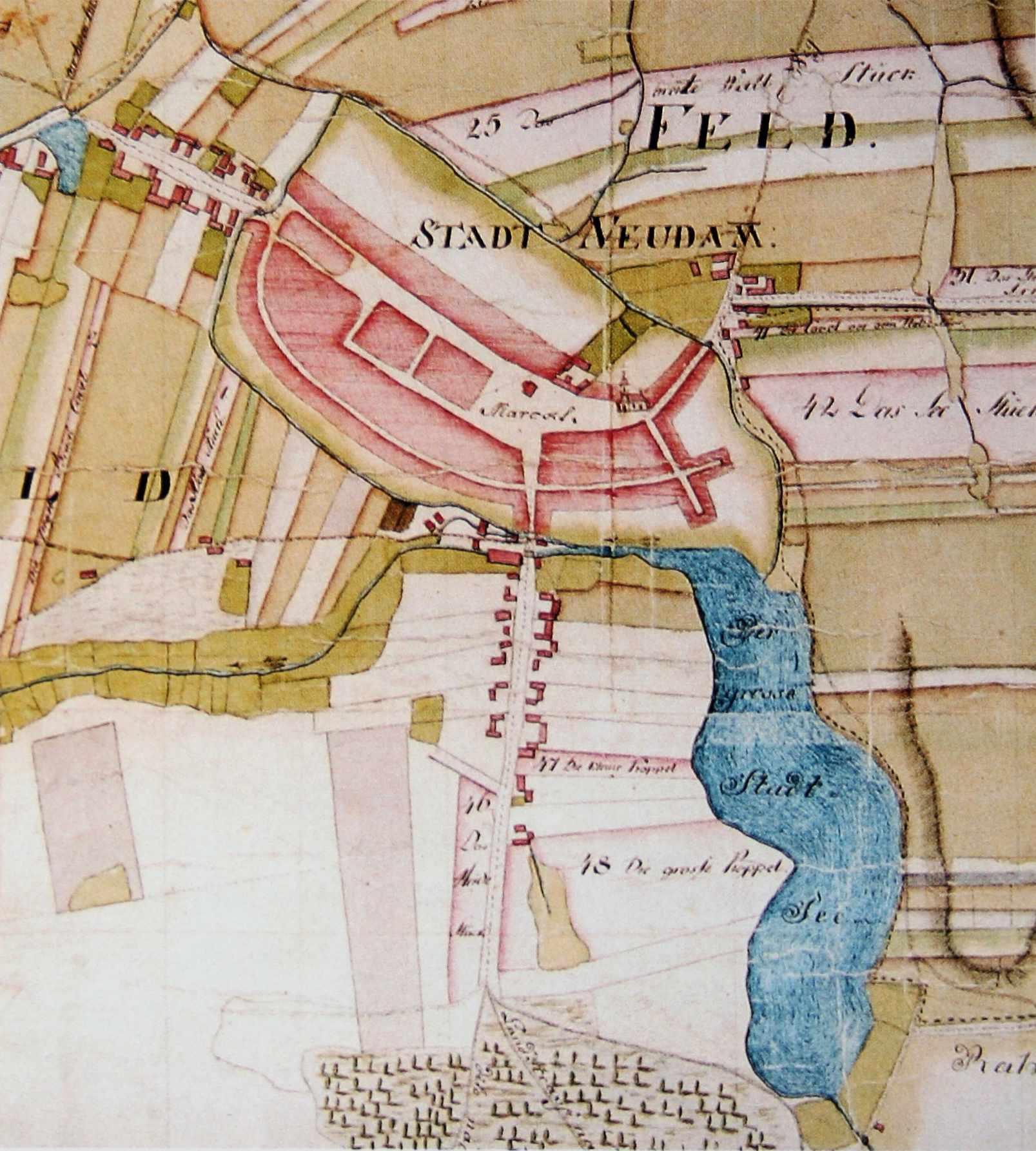
Flurplan von 1772

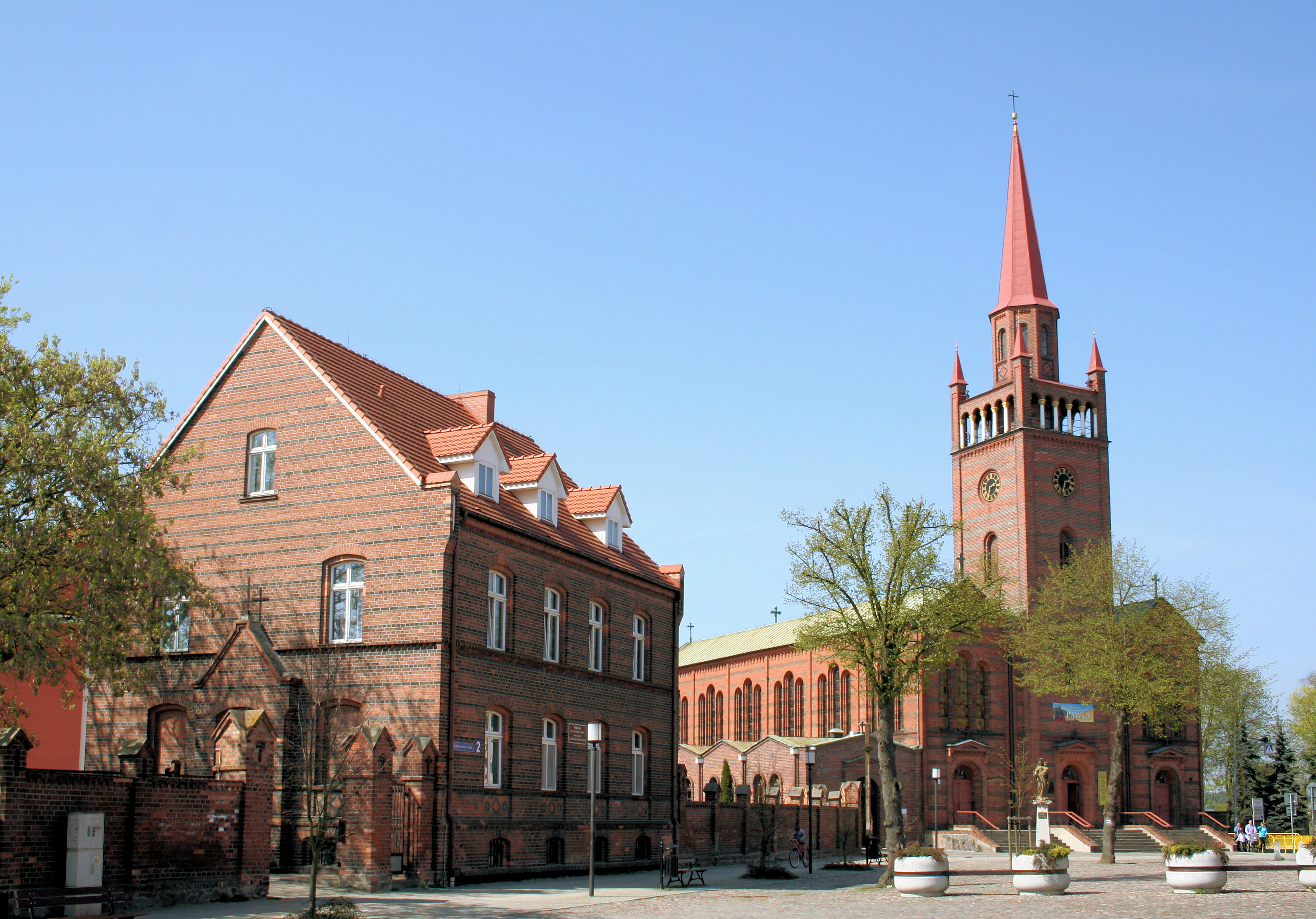
Stadtkirche

Erstmals erwähnt wurde das Dorf Damm in der Neumark, als es während der gemeinsamen Regentschaft der Markgrafen Johann I. und Otto III. im Jahr 1262 (1261) an den Templerorden übergeben wurde. 1540 erwarb Markgraf Hans von Cüstrin den Ort im Tausch gegen andere Ländereien von den Johannitern, die das Dorf seit 1337 besaßen, zurück und machte ihn seiner Frau Katharina zum Geschenk (das Aufbauen des Rathauses.)
Katharina von Braunschweig gestattete auf dem zum Gutshof gehörigen Land holländischen Tuchmachern, die wegen ihres protestantischen Glaubens die Heimat verlassen mussten, die Ansiedlung und ließ eine Kirche und Schule errichten. 1562 erhielt die Exulantensiedlung Neudamm Stadtrechte verliehen, während Damm ein eigenständiges Dorf blieb. Christoph Runge gründete eine Papiermühle, zu deren Kunden Leonhard Thurneysser zählte, und betrieb ab 1568 eine Buchdruckerei.
Neudamm besaß drei Stadttore, jedoch keine Stadtmauer. Zum Schutz der Stadt dienten ein Wall und mehrere Gräben. Während des Dreißigjährigen Krieges wurde Neudamm stark zerstört. Seit 1731 war Neudamm Immediatstadt. Im Laufe des 18. Jahrhunderts nahm die Textilherstellung einen weiteren Aufschwung; neben der Tuchmacherei spielte auch die Wollweberei eine immer größere Rolle. 1794 waren in diesem Gewerbe 146 Meister in der Stadt ansässig.
Die Stadt gehörte bis zu dessen Auflösung 1836 zum Kreis Cüstrin, danach bis 1945 zum Landkreis Königsberg Nm. Die Kirche aus dem 16. Jahrhundert wurde 1845 abgerissen. 1852 wurde die Verkehrsanbindung durch den Bau einer Chaussee verbessert, 1882 erfolgte die Inbetriebnahme der Eisenbahn von Küstrin über Neudamm, Soldin nach Glasow bei Pyritz, die heute für den Personenverkehr geschlossen ist und lediglich zwischen Barnówko (Berneuchen) und Kostrzyn nad Odrą (Küstrin) für Güterverkehr betrieben wird.

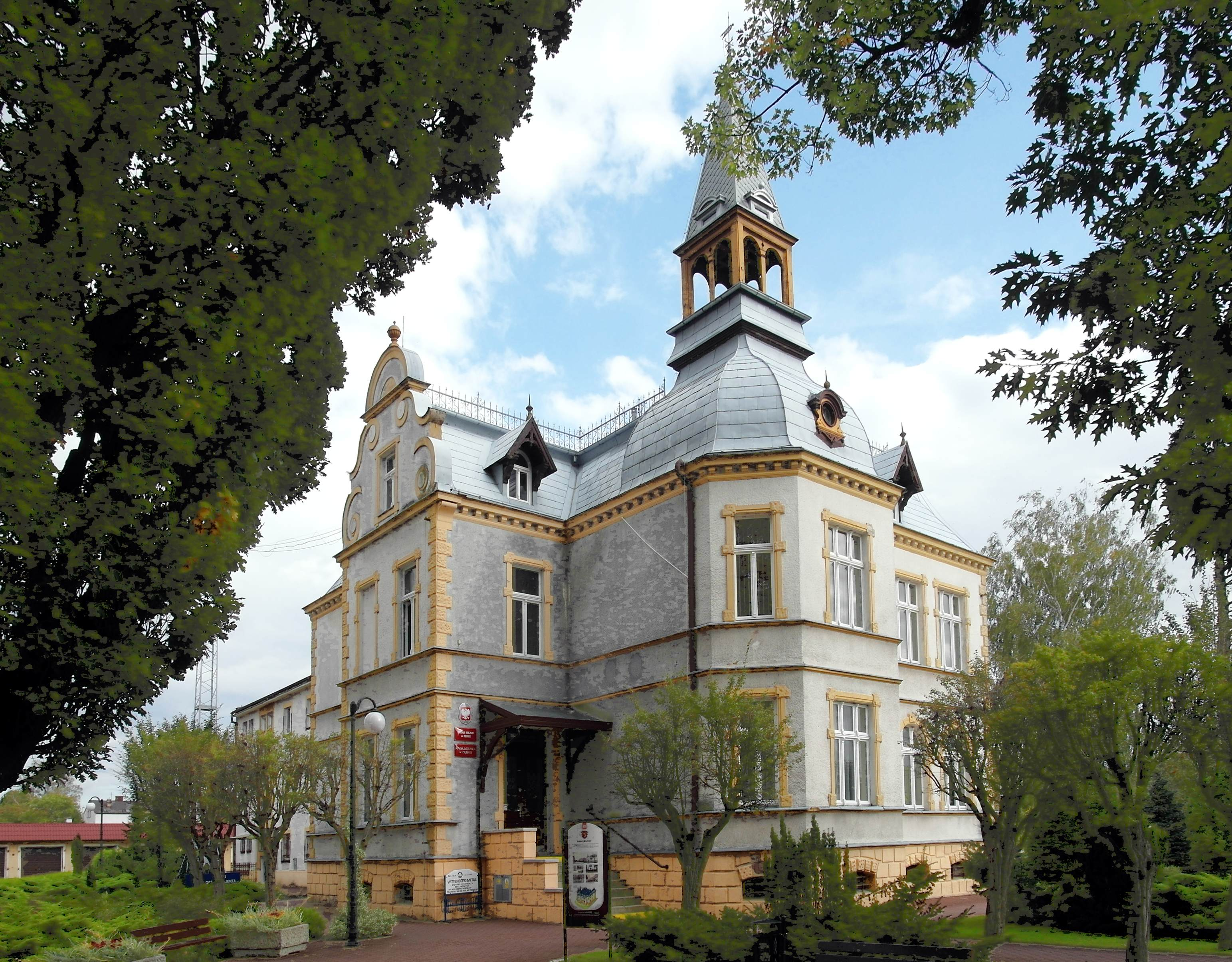
Rathaus Dębno

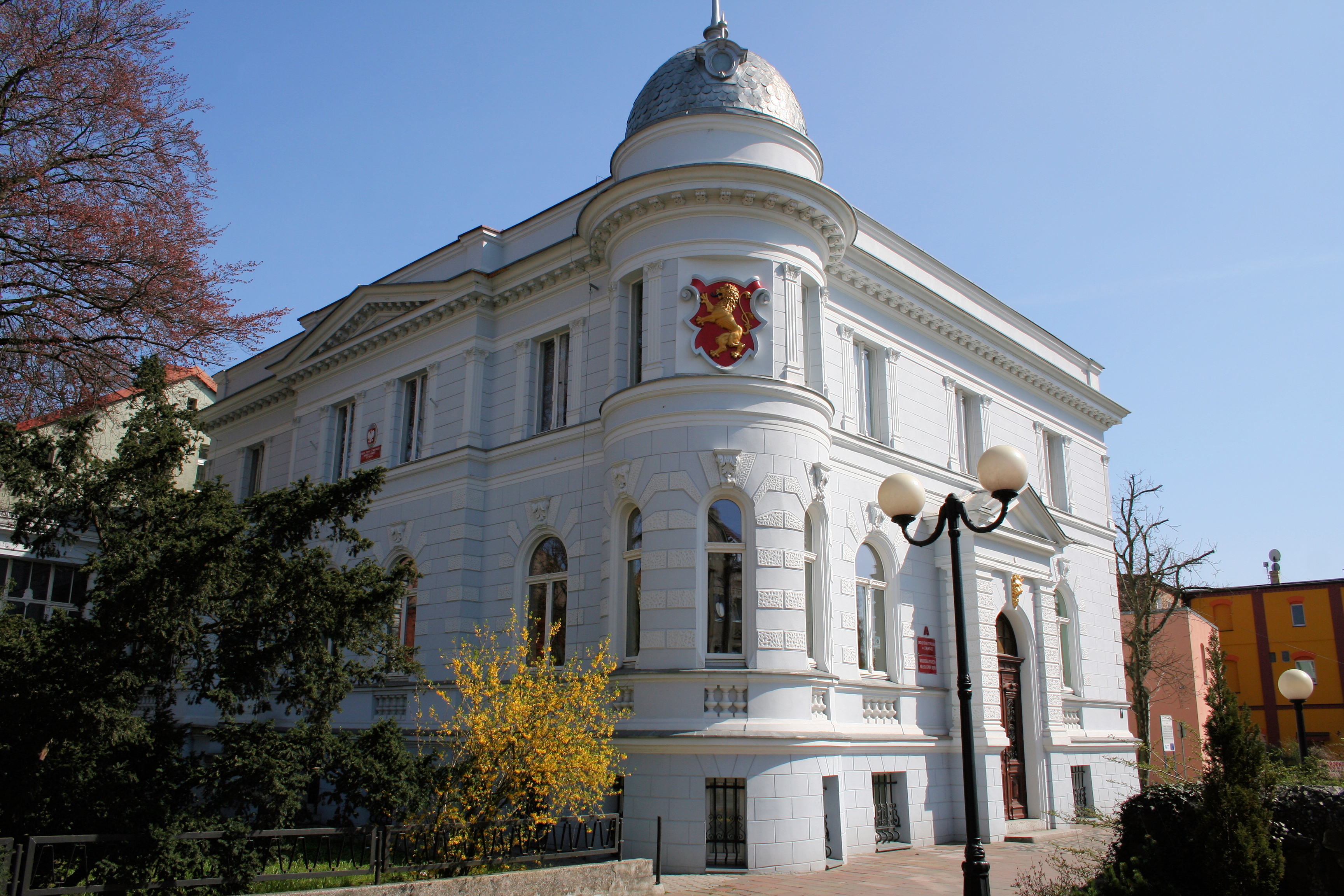
Stadtbibliothek

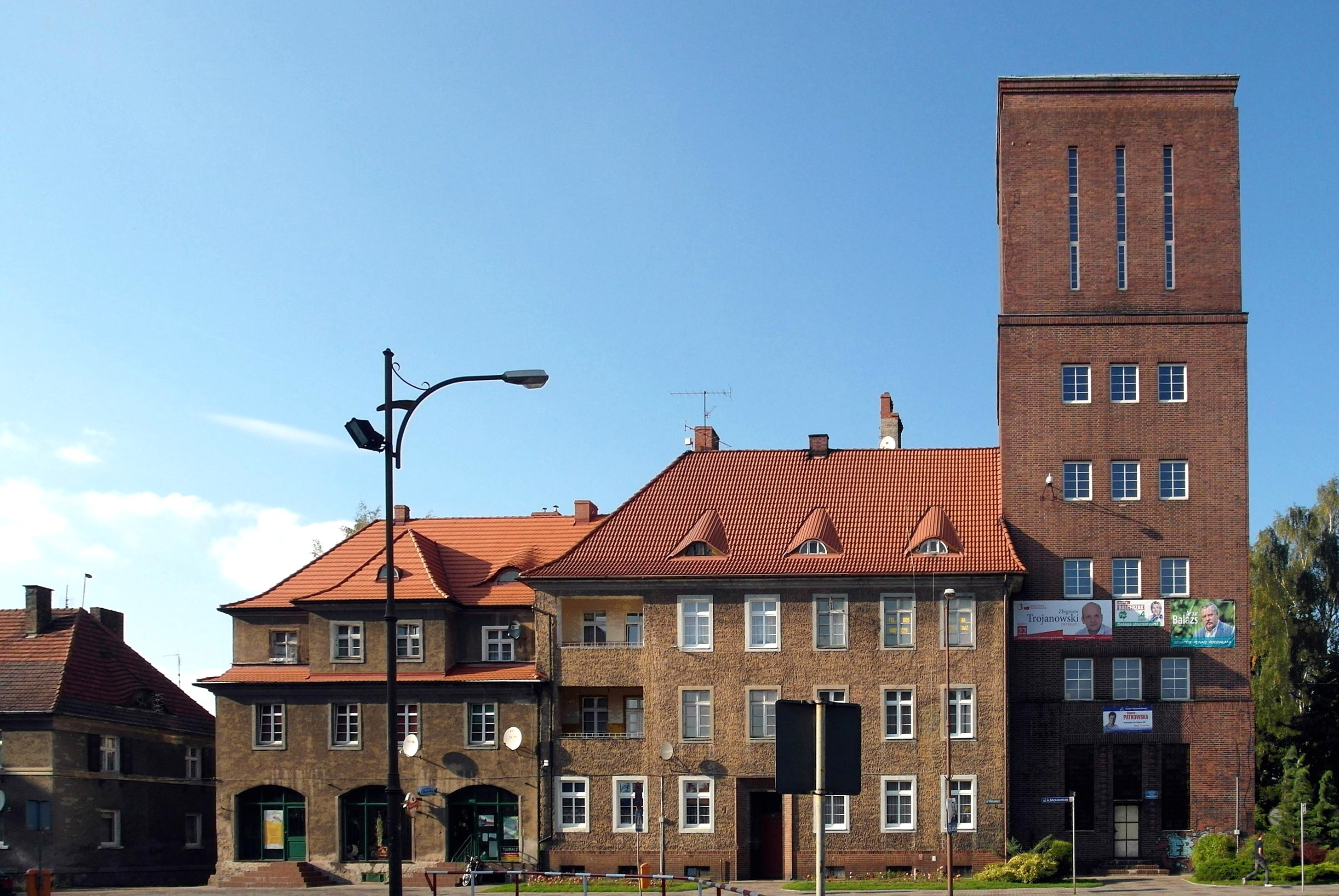
Wasserturm

1880 entstand in der Stadt die erste Hutfabrik. Die Filzhüte aus Neudamm hatten einen guten Ruf und wurden auch außerhalb Deutschlands gern gekauft. 1927 arbeiteten fünf Hutfabriken und neun Tuchfabriken. Ein bekanntes Unternehmen war auch der 1872 von Julius Neumann gegründete Neumann Verlag. Etwa dreieinhalb Kilometer vor dem Ort, in Richtung der nach Küstrin führenden Chaussee, fand sich rechts des Weges die Versuchsstation Neumannswalde, die um den Jahreswechsel 1899–1900 von der Deutschen Jägerzeitung und deren Verleger Julius Neumann eingerichtet wurde.
Während des Zweiten Weltkriegs wurde in der Stadt ein Außenlager des KZ Sachsenhausen eingerichtet.
Gegen Ende des Zweiten Weltkriegs besetzte Anfang Februar 1945 die Rote Armee Neudamm. Auf sowjetische Anordnung mussten am 13. Februar die Einwohner die Stadt verlassen, die einen Gebäudeverlust von etwa 30 bis 35 % erlitten hatte. Nach einem Aufenthalt bei Soldin durften die Bewohner Anfang Mai wieder nach Neudamm zurückkehren, wo wichtige Betriebe demontiert worden waren. Nach Einstellung der Kampfhandlungen 1945 wurde die Stadt seitens der sowjetischen Besatzungsmacht der Volksrepublik Polen zur Verwaltung überlassen, die Neudamm in „Dębno“ umbenannte.
Am 28. Juni 1945 wurden alle deutschen Einwohner aus Neudamm vertrieben. Es begann die Zuwanderung  polnischer Migranten, die zu mehr als der Hälfte aus Gebieten östlich der neuen polnischen Ostgrenze kamen. Gut ein Viertel kam aus Zentralpolen, weniger als ein Zehntel waren Rückwanderer aus Deutschland und Frankreich. Die polnischen Neuankömmlinge stammten größtenteils aus ländlichen Gegenden; nur ein Drittel von ihnen  hatte zuvor in einer Stadt gelebt.
Noch im Jahr 1945 funktionierte die städtische Infrastruktur, und erste Betriebe konnten produzieren. Im November 1945 wurde der ehemalige preußische Landtagsabgeordnete Jan Baczewski Bürgermeister von Dębno.
Zwischen 1950 und 1975 war die Stadt Kreisstadt in der ehemaligen Woiwodschaft Stettin; der Sitz des Powiats war jedoch in Chojna (Königsberg (Neumark)). Von 1975 bis 1998 gehörte die Stadt zur Woiwodschaft Gorzów.

### Demographie
| \| Jahr \| Einwohner \| Anmerkungen \| \| ---- \| --------- \| ----------------------------------------------------------------------- \| \| 1750 \| 1550 \| [10] \| \| 1801 \| 2178 \| darunter fünf Judenfamilien mit 42 Individuen[11] \| \| 1850 \| 3081 \| [12] \| \| 1858 \| 3296 \| darunter 16 Katholiken und 54 Juden[10] \| \| 1867 \| 3259 \| am 3. Dezember[13] \| \| 1871 \| 3357 \| am 1. Dezember, davon 3260 Evangelische, 26 Katholiken und 71 Juden[13] \| \| 1875 \| 3380 \| [14] \| \| 1880 \| 3775 \| [14] \| \| 1890 \| 4079 \| darunter 35 Katholiken und 52 Juden[14] \| \| 1905 \| 8274 \| meist Evangelische[15] \| \| 1910 \| 7910 \| am 1. Dezember, davon 7827 in der Stadt, 83 auf Gut Neudamm[16] \| \| 1933 \| 7617 \| [14] \| \| 1939 \| 7488 \| [14] \| |           |                                                                     |
| Jahr | Einwohner | Anmerkungen                                                         |
| 1750 | 1550      | [ 10 ]                                                              |
| 1801 | 2178      | darunter fünf Judenfamilien mit 42 Individuen                       |
| 1850 | 3081      | [ 12 ]                                                              |
| 1858 | 3296      | darunter 16 Katholiken und 54 Juden                                 |
| 1867 | 3259      | am 3. Dezember                                                      |
| 1871 | 3357      | am 1. Dezember, davon 3260 Evangelische, 26 Katholiken und 71 Juden |
| 1875 | 3380      | [ 14 ]                                                              |
| 1880 | 3775      | [ 14 ]                                                              |
| 1890 | 4079      | darunter 35 Katholiken und 52 Juden                                 |
| 1905 | 8274      | meist Evangelische                                                  |
| 1910 | 7910      | am 1. Dezember, davon 7827 in der Stadt, 83 auf Gut Neudamm         |
| 1933 | 7617      | [ 14 ]                                                              |
| 1939 | 7488      | [ 14 ]                                                              |

## Sehenswürdigkeiten
- Stadtkirche der Heiligen Apostel Peter und Paul, erbaut von 1852 bis 1857 nach dem Vorbild der von Friedrich August Stüler entworfenen St.-Matthäus-Kirche in Berlin-Tiergarten, bis 1945 evangelisch, seitdem katholisch

## Gemeinde
Das Gebiet der Stadt- und Landgemeinde hat eine Fläche von 318,78 km², auf denen etwa 21.000 Einwohner leben. Sie umfasst 18 Schulzenämter:
- Barnówko (Berneuchen)
- Bogusław (Batzlow)
- Cychry (Zicher)
- Dargomyśl (Darrmietzel)
- Dolsk (Dölzig)
- Dyszno (Ringenwalde)
- Grzymiradz (Grünrade)
- Krężelin (Krummkavel)
- Krześnica (Wilkersdorf)
- Młyniska (Mühlenfünftel)Gotische Kirche aus Feldsteinquadern in Smolnica (Bärfelde)

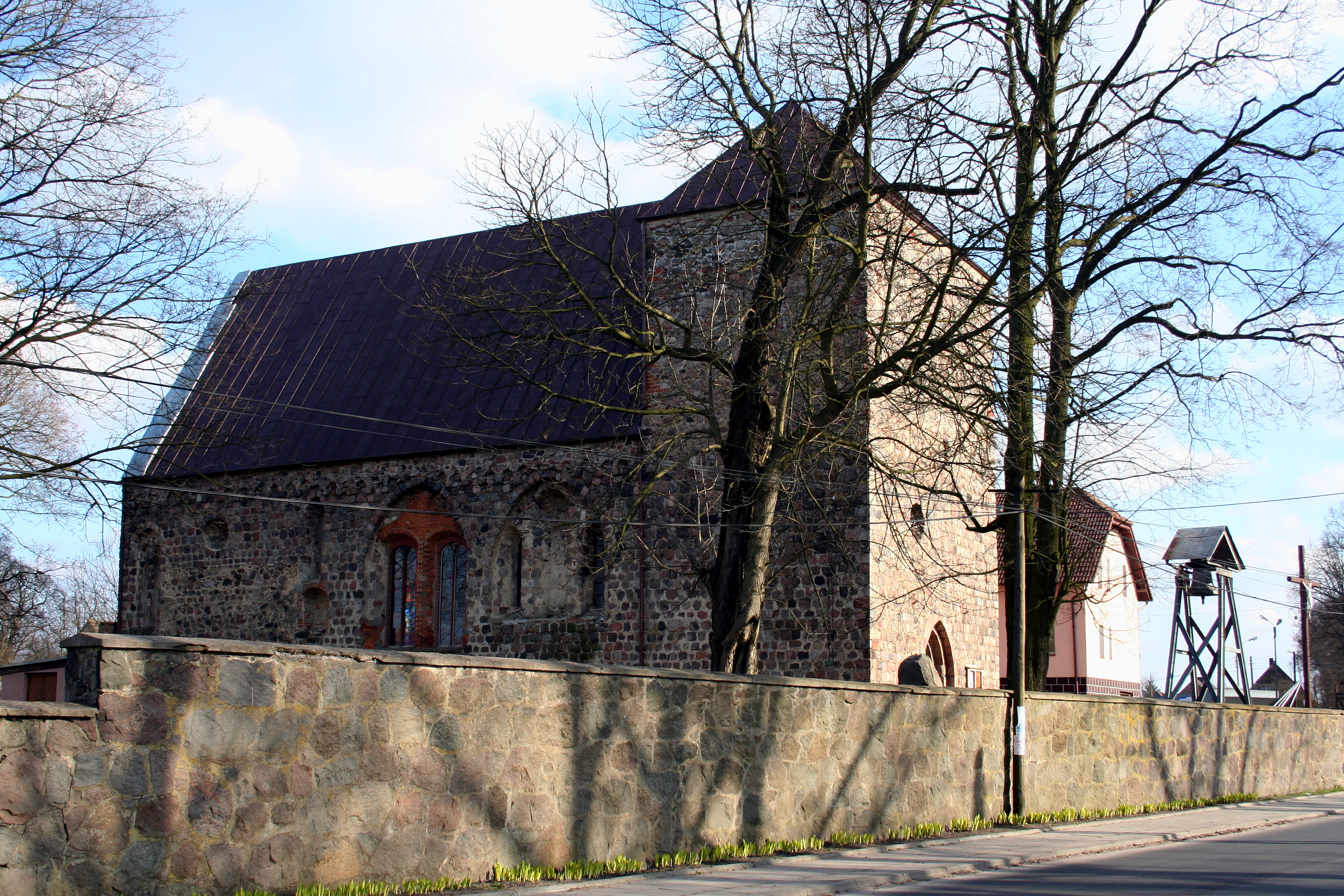
Gotische Kirche aus Feldsteinquadern in Smolnica (Bärfelde)

- Mostno-Więcław (Kerstenbrügge-Späning)
- Oborzany (Nabern)
- Ostrowiec (Wusterwitz)
- Różańsko (Rosenthal)
- Sarbinowo (Zorndorf)
- Smolnica (Bärfelde)
- Suchlica (Neu Zicher)
- Warnice (Warnitz).

In Berneuchen (Barnówko) entstand in der ersten Hälfte des 20. Jahrhunderts die Berneuchener Bewegung, eine kirchliche Reformbewegung.
Bei Barnówko und Różańsko nordöstlich von Dębno wurde 1996 ein Vorkommen von 64 Millionen Tonnen Erdöl und 29 Milliarden Kubikmeter Erdgas entdeckt. Wegen seines hohen Sulfatgehalts ist das Erdgas nur zur industriellen Verarbeitung nutzbar; seit 2004 wird es zum Betrieb einer Gasturbine im Heizkraftwerk Gorzów Wielkopolski genutzt. Die Stadt erhielt deswegen im Volksmund die Bezeichnung „Polnisches Kuweit“.

## Persönlichkeiten
- Wilhelm von Zastrow (1833–1906), preußischer Generalleutnant geboren in Krummkavel
- Julius Neumann (1844–1928), Verleger und Ehrenbürger von Neudamm

## Städtepartnerschaften
- Kursk (Russland)
- Renkum (Niederlande)
- Strausberg (Deutschland)
- Tczew (Polen)
- Terezín (Tschechien)[17]

## Söhne und Töchter der Stadt
- David von der Marwitz (1649–1707),  preußischer Generalmajor
- Ernst Christoph Grattenauer (1744–1815), deutscher Buchhändler und Verleger
- Johann Friedrich Zöllner (1753–1804), Theologe, Propst an der Berliner Nikolaikirche und seit 1791 Mitglied der Preußischen Akademie der Wissenschaften;
- Max von dem Borne (1826–1894), auf dem Gut Berneuchen geborener preußischer Kammerherr
- Adelheid von Rothenburg (1837–1891), Schriftstellerin
- Franz Hilgendorf (1839–1904), deutscher Zoologe und Paläontologe
- Gustav Jahn (1862–1940), Jurist, Beamter, Unterstaatssekretär (1912), wirklicher Geheimer Rat (1917), 1. Reichsfinanzhofspräsident in München (1918)
- Friedrich Wilhelm Karl Müller (1863–1930), Orientalist
- Arthur Hübner (1885–1937), Germanist
- Heinz Schulz-Neudamm (1899–1969), Grafiker und Illustrator
- Marta Astfalck-Vietz (1901–1994), Fotografin und Künstlerin
- Kurt Max Schulz-Schönhausen (1922–1999), Maler und Grafiker
- Gerhard Schoenberner (1931–2012), Publizist und Schriftsteller
- Ernst-Friedrich Hauerken (* 1943), Elektriker u. SPD-Politiker aus Dortmund